# آي أو إس (نظام تشغيل ويب)
آي أو.إس (eyeOS) هو تطبيق نظام تشغيل أو ما يسمى سطح مكتب على الويب، مكتوب بلغتي PHP وXML والجافاسكربت, يعتبر من أفضل التطبيقات في مجاله وهو يدعم اللغة العربية بشكل جيد، يحتوي على طقم متكامل من البرامج وعددها 67 منها محررات النصوص، مراسلة فورية، ألعاب. إلخ.
هذا البرنامج حر ويصدر تحت رخصة جنو العمومية الصغرى وشيفرته البرمجية متاحة للعموم.

## الجوائر
حاز البرنامج على العديد من الجوائر من ياهو! وموقع سوفت بيديا وشبكة سي نت, وصف البرنامج بالمميز من قبل الكثيرين.

## وصلات خارجية
- آي أو إس على موقع Free Software Directory (الإنجليزية)
- موقع البرنامج الرئيسي.
- موقع الخادم المجاني للبرنامج: حيث يمكن عن طريقه الحصول على نظام تشغيل متكامل على الويب عبر هذا البرنامج.
- مدونة البرنامج.